# Delois Blakely
Delois Blakely, nascuda a Fort Lauderdale, Florida, és una escriptora, activista i monja afroamericana. És la successora de la Reina Mare Audley Moore. Fou reconeguda com a Reina Mare el 2003 pe Departament d'Interior dels Estats Units. El 25 de març de 2015 va dirigir la cerimònia al memorial permanent de les Nacions Unides, "The Ark of Return". Ella fou proclama com a representant a les Nacions Unides dels 55 milions de persones hereus dels africans desplaçats pel comerç triangular d'esclaus i reclama reparacions per l'esclavitud. Ha editat llibres i articles sobre educació, cultura i oci. 

## Biografia
El 1958 va entrar a servir en un convent franciscà durant deu anys sota el nom de Germana Noelita Marie. El 1965 es va graduar en educació religiosa a la Universitat Catòlica d'Amèrica.
El 1969 va fundar la New Future Foundation Inc.

## Obres
Blakely ha publicat dos llibres, "The Harlem Street Nun: Autobiography of Queen Mother Dr. Delois Blakely" (1987) i "Pilgrimage to Goree Island" (2016). El 1995 fou elegida Alcaldesa comunitària de Harlem i Ambaixadora d'Àfrica.

## Demanda legal
El novembre de 2011 Blakely va demandar a la Walt Disney Company i a Sony Pictures reclamant que la seva vida era la base del film de 1992, Sister Act. El gener de 2012 va retirar la demanda per a presentar-ne una de més robusta a finals d'agost del mateix any, davant la Cort Suprema de Nova York, demanat 1 bilió de dòlars en danys i perjudicis a la Disney. El 2013, aquest tribunal va dir que Blakely no tenia raó.